# 라이언 메리먼
라이언 메리먼(Ryan Merriman, 1983년 4월 10일 ~ )은 미국의 배우이다.

## 출연 작품
- 라이어트: 기계들의 역습 (2020)
- 쥬라기 게임 (2018)
- 테일 오브 더 웨트 도그 (2018)
- 2 이어스 오브 러브 (2017)
- 프리즌 포스트 (2016)
- 라스트솔져 (2016)
- 더 콩그레스맨 (2015)
- 더 선데이 홀스 (2015)
- 하드 라이드 (2015)
- 팔로미나스 (2014)
- 인디펜던스 데이 : 지구침공 (2013)
- 어둠의 게임 (2013)
- 42 (2013)
- 치즈케이크 캐서롤 (2012)
- 더 라스트 호스맨 (2012)
- 마이 홈타운 (2011)
- 5쿼터 (2010)
- 와일드 체리 (2009)
- 죽음의 숲 (2008)
- 홈 오브 더 쟈이언츠 (2007)
- 데스티네이션 3: 파이널 데스티네이션 (2006)
- 링 (2005)
- 링 2 (2005)
- 스핀 (2003)
- 어 링 오브 엔드리스 라이트 (2002)
- 할로윈 8: 부활 (2002)
- 럭 오브 더 아이리시 (2001)
- 저스트 루킹 (1999)
- 스마트 하우스 (1999)
- 랜스키 (1999)
- 사랑이 지나간 자리 (1999)

### 텔레비전
- 프리텐더 제로드 (1996-2000)
- 프리티 리틀 라이어스 (2010-14)